# Aveiro (cratera)
Aveiro é uma cratera marciana. Tem como característica 9.5 quilômetros de diâmetro. Tem este nome em homenagem à cidade portuguesa de Aveiro.